# Micrófono de garganta

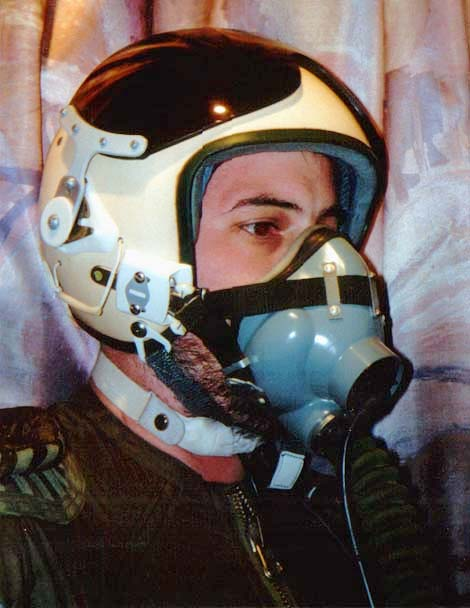
Máscara de oxígeno KM-34 para pilotos de MiG con micrófono de garganta.

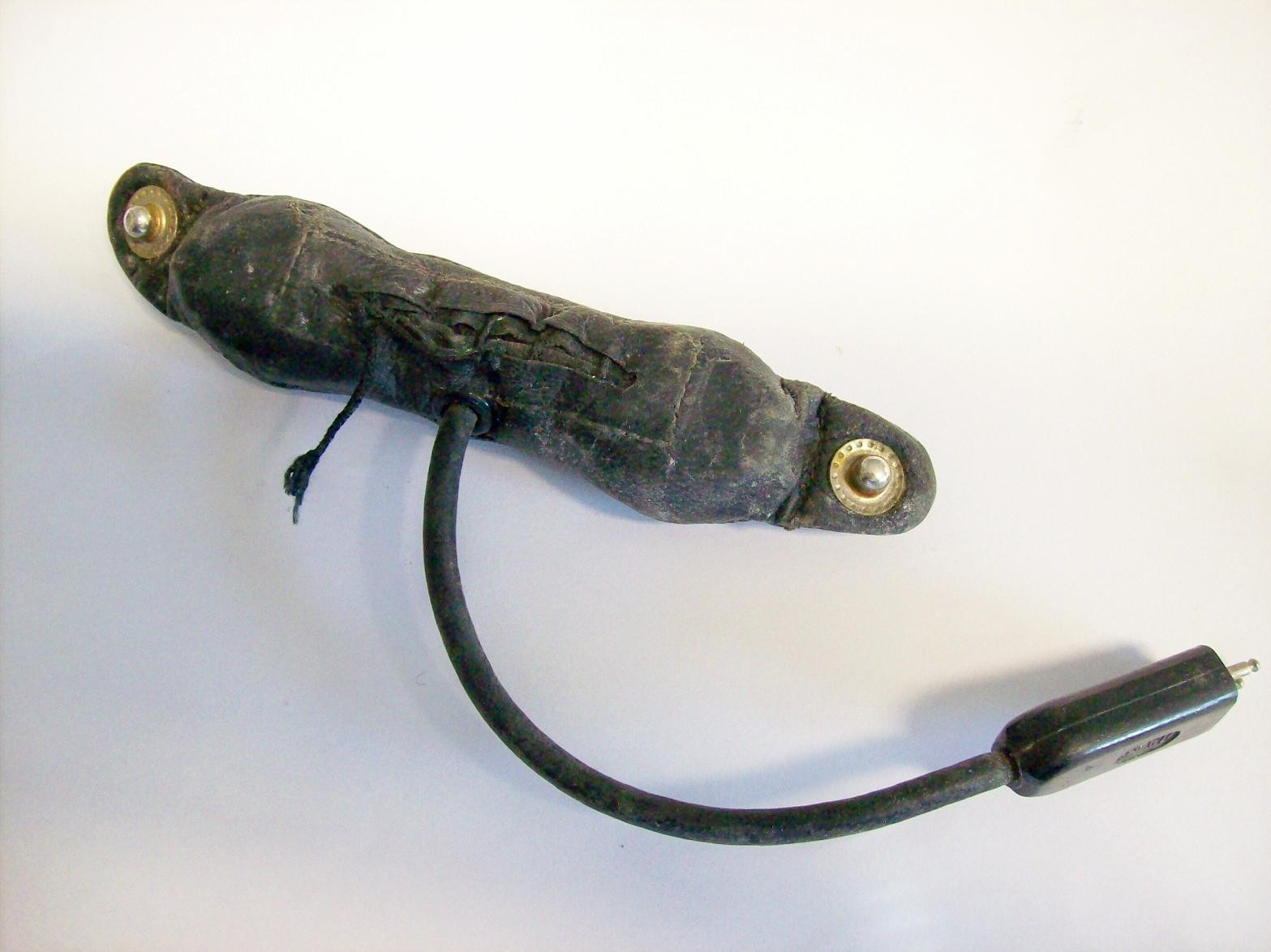
Micrófono de garganta LA-5 (Unión Soviética cerca de 1980), mismo modelo que el anterior

Un micrófono de garganta, también conocido como laringófono, es un tipo de micrófono que recoge el sonido directamente a través de sensores que están en contacto con el cuello. Debido a su diseño, es capaz de recoger el habla en ambientes ruidosos, como en una motocicleta o en un club nocturno, donde otro tipo de micrófonos no funcionan bien debido a que se ahogan por el ruido de fondo. Este tipo de micrófono es también capaz de recoger susurros y funciona bien en un ambiente donde uno tiene que guardar silencio mientras se comunican con otros a distancia, como por ejemplo durante una operación militar encubierta. Micrófonos de garganta fueron ampliamente utilizados en aviones de la Segunda Guerra Mundial, y por la tripulación de los tanques alemanes.
Nuevos diseños -de un solo elemento- están disponibles, haciendo que el micrófono de garganta sea mucho más cómodo de llevar en comparación a unidades anteriores. Además, esta nueva generación de micrófonos de garganta, ofrece diversos productos y respuestas de frecuencia para dar cabida a una amplia variedad de dispositivos de comunicación como radios portátiles digitales y analógicos, los sistemas TETRA y P25, y teléfonos celulares. Muchos dispositivos de cara completa -e SCBA, SAR, SABA PAPR o máscaras de respiración- no tienen el dispositivo de micrófono dentro de la máscara, por lo cual este micrófono puede ser utilizado con seguridad, ya que se coloca fuera de la cara del sello de la máscara y, como tal, no pone en peligro la protección respiratoria proporcionado por la máscara ni viola las aprobaciones y certificaciones de esta.
Han adquirido notable popularidad entre los jugadores de paintball, ya que permiten a estos una comunicación fácil bajo las máscaras de protección y equipo. Además la capacidad para susurrar las comunicaciones permite a los jugadores no dar su posición durante los partidos.
En 2009 Mad Catz lanzó el primer micrófono de garganta para videoconsola en el juego Call of Duty: Modern Warfare 2, como un accesorio para el Xbox 360. No permite comunicación por susurro y requiere que el usuario hable a todo volumen. También hay un micrófono de garganta disponible para el iPhone.